# Joseph Ma Zhongmu
Joseph Ma Zhongmu (chiń. 馬仲牧; pinyin Mǎ Zhòngmù; ur. 1 listopada 1919 w Mongolii Wewnętrznej, zm. 25 marca 2020) – jedyny biskup Kościoła katolickiego narodowości mongolskiej, w latach 1983–2005 ordynariusz (nieuznany przez władze CHRL diecezji Ningxia, później biskup senior tamtejszej diecezji).

## Życiorys
Urodził się 1 listopada 1919 roku w Mongolii Wewnętrznej. Studiował na katolickim uniwersytecie Fu Ren w Pekinie. Sakrament święceń przyjął w 1947 roku. Później pełnił posługę kapłańską w parafiach w Zhongwei i Hohhot. Gdy komuniści przejęli w Chinach władzę, odmówił wstąpienia do Patriotycznego Stowarzyszenia Katolików Chińskich, w związku z czym w 1958 został skazany na przymusową pracę. Po zwolnieniu, od 1969 pracował w oczyszczalni wody. W 1978 władze go zrehabilitowały, dzięki czemu mógł wrócić do posługi duszpasterskiej. W listopadzie 1983 za zgodą Watykanu, ale bez pozwolenia ze strony komunistycznych władz Chin, otrzymał sakrę biskupią i objął stanowisko ordynariusza diecezji Ningxia. W 2005 przeszedł na emeryturę, ale dalej działał w diecezji, a szczególnie w swojej rodzimej parafii w Chengchuan.